# Jaciment del Pont de Llierca
El Pont de Llierca és un jaciment arqueològic en una terrassa del riu Llierca, més amunt de la casa coneguda com a Casa Nova del Pont del Llierca i prop de la casa del Serrat del Pont, al terme municipal de Tortellà (la Garrotxa), inclòs a l'Inventari del Patrimoni Arqueològic i Paleontològic de Catalunya.
L'any 1969, Ramon Sala realitza una prospecció puntual en la que troba un chopper, que dona lloc a la descoberta del jaciment. Entre el material arqueològic Sala destaca tres choppers: dos de transversals de bona factura, un d'ells amb diverses extraccions i un altre amb dues extraccions i punta central (amb forma de pic). Els tres són sobre còdol.